# Phyllodactylus partidus
Phyllodactylus partidus — вид геконоподібних ящірок родини Phyllodactylidae. Ендемік Мексики.

## Опис
Гекон Phyllodactylus partidus — великий представник свого роду, довжина якого (без врахування хвоста) становить 53,3 мм. Він відрізняється від інших острівних форм поєднанням великої кількості лусок на обличчі і малої кількості горбочків у паравертебральному ряді (від задної частини голови до основи хвоста).

## Поширення і екологія
Phyllodactylus partidus мешкають на двох невеликих островах Ісла-Партіда-Норте і Кардоноса-Есте в Каліфорнійській затоці. Вони живуть в сухих чагарникових заростях, серед скель.